# Nomain
Nomain is een gemeente in het Franse Noorderdepartement (Frans: département du Nord). De gemeente telde 2.618 inwoners op 1 januari 2022. 

## Geografie
De oppervlakte van Nomain bedroeg op 1 januari 2022 19,11 vierkante kilometer; de bevolkingsdichtheid was toen 137 inwoners per km².

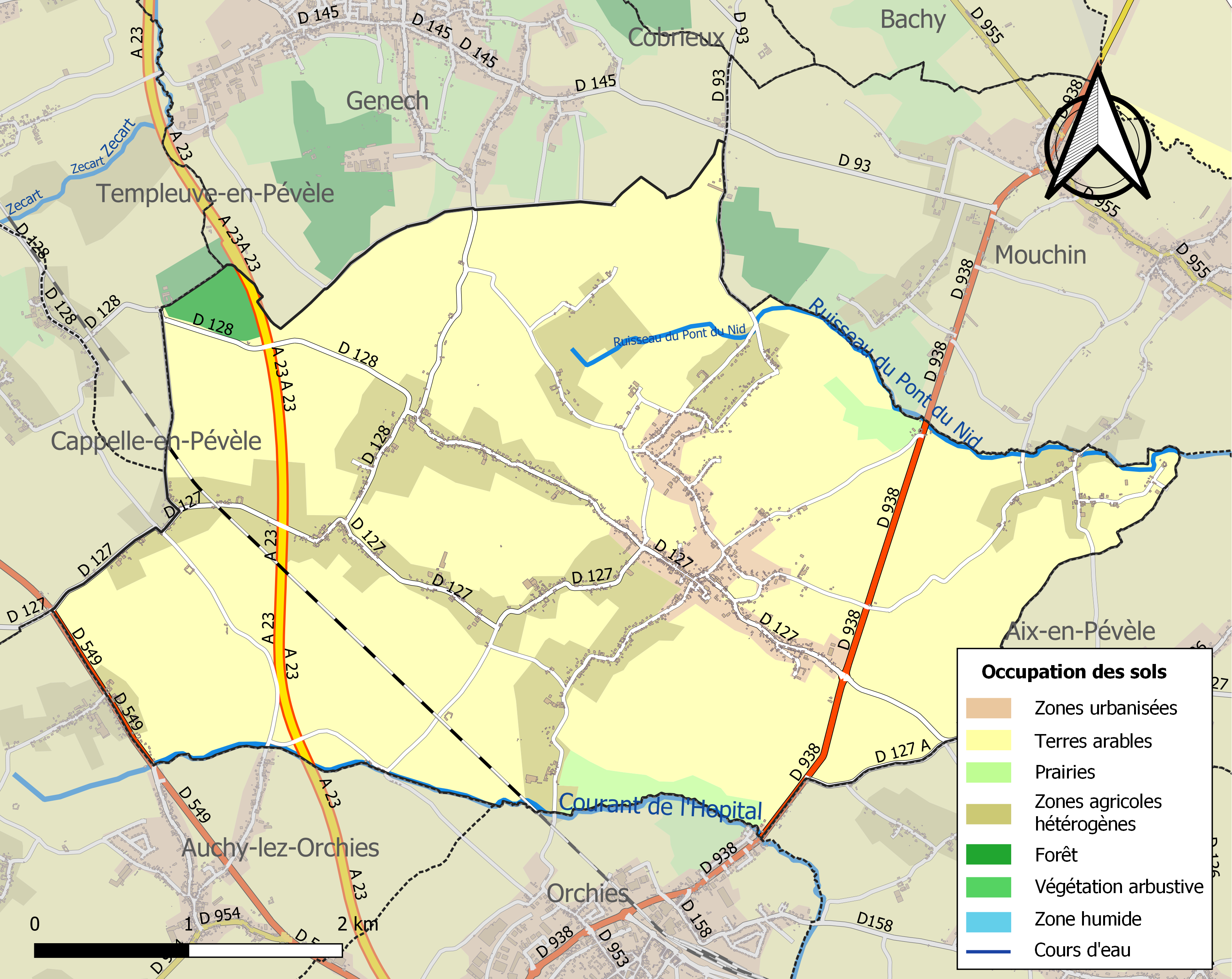
Kaart van de gemeente met belangrijkste infrastructuur, bodemgebruik en omliggende gemeenten

## Bezienswaardigheden
- de Église Saint-Martin
- de protestantse kerk ("temple") uit de jaren 1820

## Demografie
Onderstaande figuur toont het verloop van het inwonertal (bron: INSEE-tellingen).

## Verkeer en vervoer
In de gemeente staat het spoorwegstation van Nomain.

## Afbeeldingen

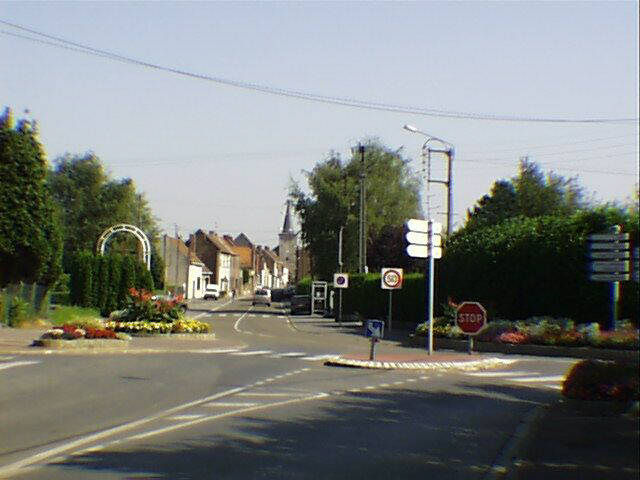
Centrum van Nomain
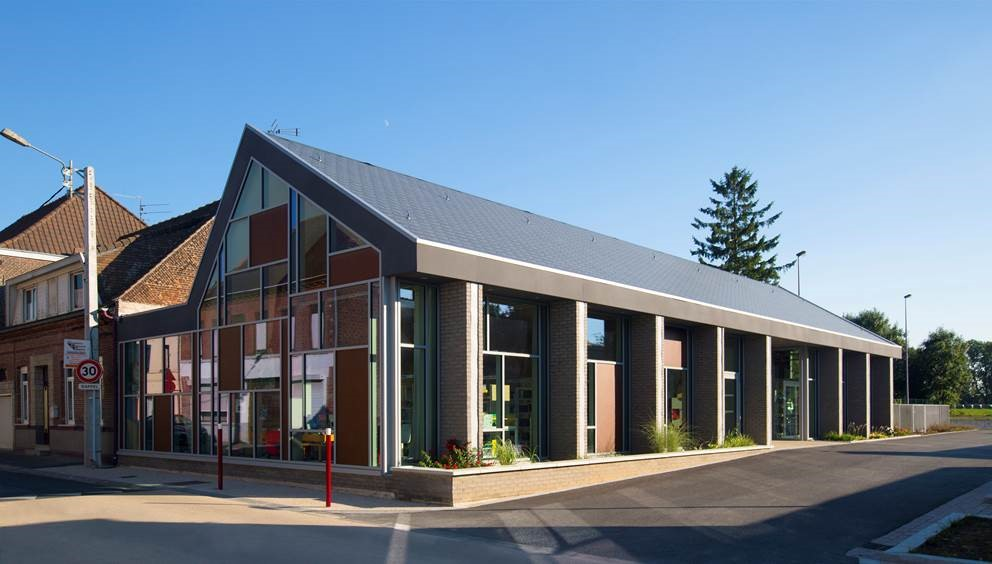
Mediatheek
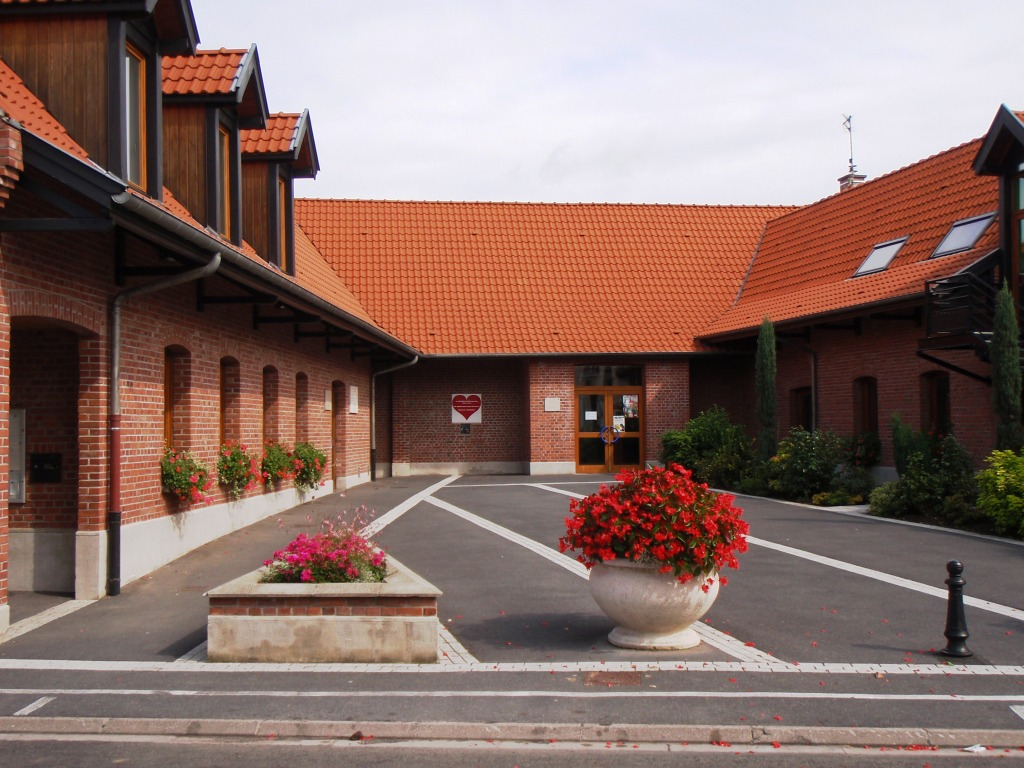
Gemeentehuis

## Bekende personen
- Marcel Guislain (1899-1986), parlementslid en burgemeester van Roubaix

Aix-en-Pévèle · Anhiers · Auby · Auchy-lez-Orchies · Beuvry-la-Forêt · Bouvignies · Coutiches · Faumont · Flines-lez-Raches · Landas · Nomain · Orchies · Râches · Raimbeaucourt · Roost-Warendin · Saméon